# Campo Pericoli

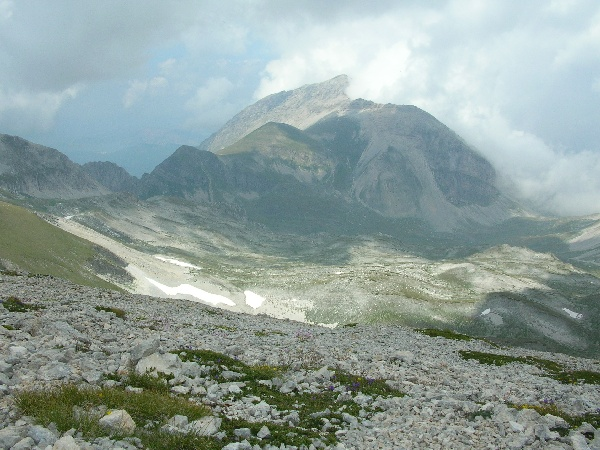
Campo Pericolo vanaf de Pizzo Cefalone

De Campo Pericoli is een hoogvlakte in de Italiaanse regio Abruzzo. Hij ligt in het massief van de Gran Sasso, de hoogste berg van de Apennijnen. De vlakte bevindt zich ten zuidwesten van de hoogste top van het massief de Corno Grande (2912 m). In het zuiden wordt de vlakte afgesloten door de Monte Portella (2385 m) en in het westen door de Pizzo Cefalone (2533 m) en de Pizzo Intermesoli (2635 m).
De vlakte is het best te bereiken via een wandeling die begint bij het hotel op de Campo Imperatore (2130 m), tevens eindpunt van de kabelbaan en weg uit Fonte Cerreto. Het pad stijgt van daar uit eerst naar de berghut Rifugio Duca degli Abruzzi dat aan de rand van de Campo Pericoli staat.